# Hornsothöna
Hornsothöna (Fulica cornuta) är en fågel i familjen rallar inom ordningen tran- och rallfåglar.

## Utbredning och systematik
Fågeln förekommer i högt belägna sjöar i Anderna från sydvästra Bolivia till norra Chile och nordvästra Argentina. Den behandlas som monotypisk, det vill säga att den inte delas in i några underarter.

## Status

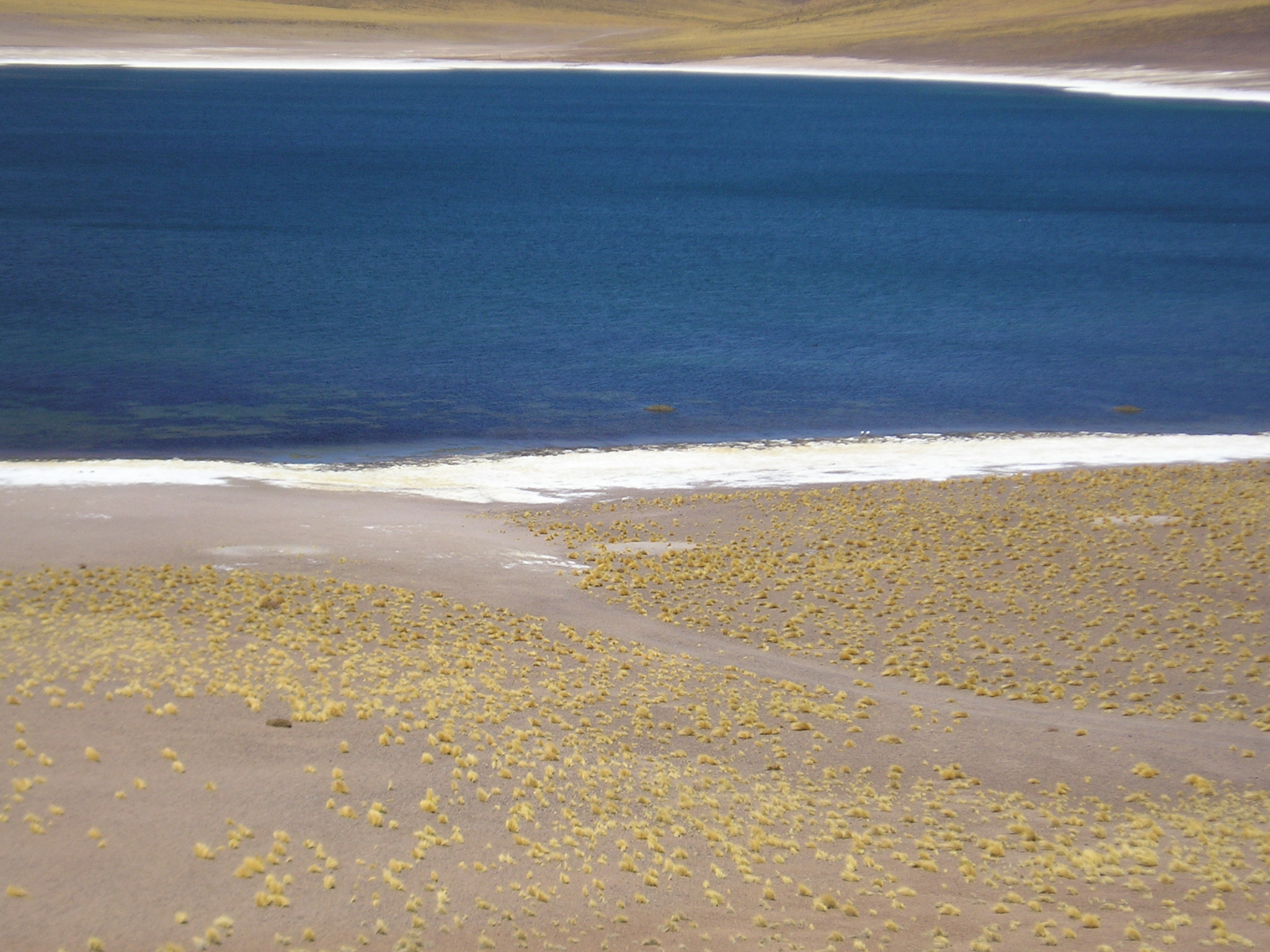

Hornsothönan har ett relativt litet bestånd på mellan 6 000 och 15 000 vuxna individer. Den tros möjligen också minska i antal till följd habitatdegradering och jakt. IUCN kategoriserar arten som nära hotad.